# Riu Kaskaskia
El riu Kaskaskia és un afluent del riu Mississipi, d'aproximadament 523 km de llarg, al centre i al sud d'Illinois als Estats Units. A banda del Mississipi, el riu Kaskaskian és el segon sistema fluvial més gran de l'estat d'Illinois. Drena una àmplia zona rural de sinuosos turons amb riberes boscoses en els trams inferiors. Els trams baixos del riu s'han canalitzat per permetre el trànsit de barcasses.
El riu Kaskaskia s'inicia al centre-est d'Illinois en diverses rases i canals al llarg del costat oest de Champaign. La capçalera del riu es troba just al nord de la carretera interestatal 74, on està senyalitzada amb un rètol. El riu flueix cap al sud a través dels comtats rurals de Champaign i Douglas, després gira cap al sud-oest a través del sud d'Illinois, passant per Vandalia. S'uneix al Mississipi aproximadament a 16 km al nord-oest de Chester i 64 km al sud-sud-est de St. Louis (Missouri).
La conca hidrogràfica del riu abasta aproximadament 14.880 km², gairebé el 10,2% de l'estat d'Illinois.
El Kaskaskia és embassat al comtat de Shelby per formar el llac Shelbyville i al comtat de Clinton al sud-oest de Vandalia per formar el llac Carlyle.
Durant la major part del segle xix, el riu es va unir al Mississipi a Chester. La desforestació de les ribes dels rius del Mississipi i dels afluents per alimentar els centenars de vaixells de vapor que navegaven pel riu, va tenir diversos efectes ambientals significatius com la desestabilització de les ribes i l'alteració de l'amplada en detriment de la profunditat, cosa que va acabar provocant inundacions més greus i canvis generalitzats en els canals laterals.
Després de la gran inundació del 1881, el Mississipi va canviar el seu llit i es va traslladar cap a l'est per fluir al llarg dels 16 km del canal del Kaskaskia, desplaçant la confluència cap al nord. El resultat va ser que una petita part d'Illinois, inclosa l'antiga capital, Kaskaskia, va quedar aïllada d'Illinois quan el riu va canviar a la banda est, i ara es troba al costat oest del Mississipi. Només es pot arribar a la comunitat de Kaskaskia des de la riba de Missouri.
L'àrea de pesca i natura salvatge estatal del riu Kaskaskia es troba al llarg del riu inferior al sud d'Illinois.